# Primorskij rajon (San Pietroburgo)
Il Primorskij rajon (in russo Приморский район?) è uno dei rajon in cui è suddivisa la città federale di San Pietroburgo, in Russia.